# Himantoglossum caprinum
Himantoglossum caprinum är en orkidéart som först beskrevs av Friedrich August Marschall von Bieberstein, och fick sitt nu gällande namn av Spreng.. Himantoglossum caprinum ingår i släktet Himantoglossum och familjen orkidéer. Inga underarter finns listade i Catalogue of Life.

## Bildgalleri

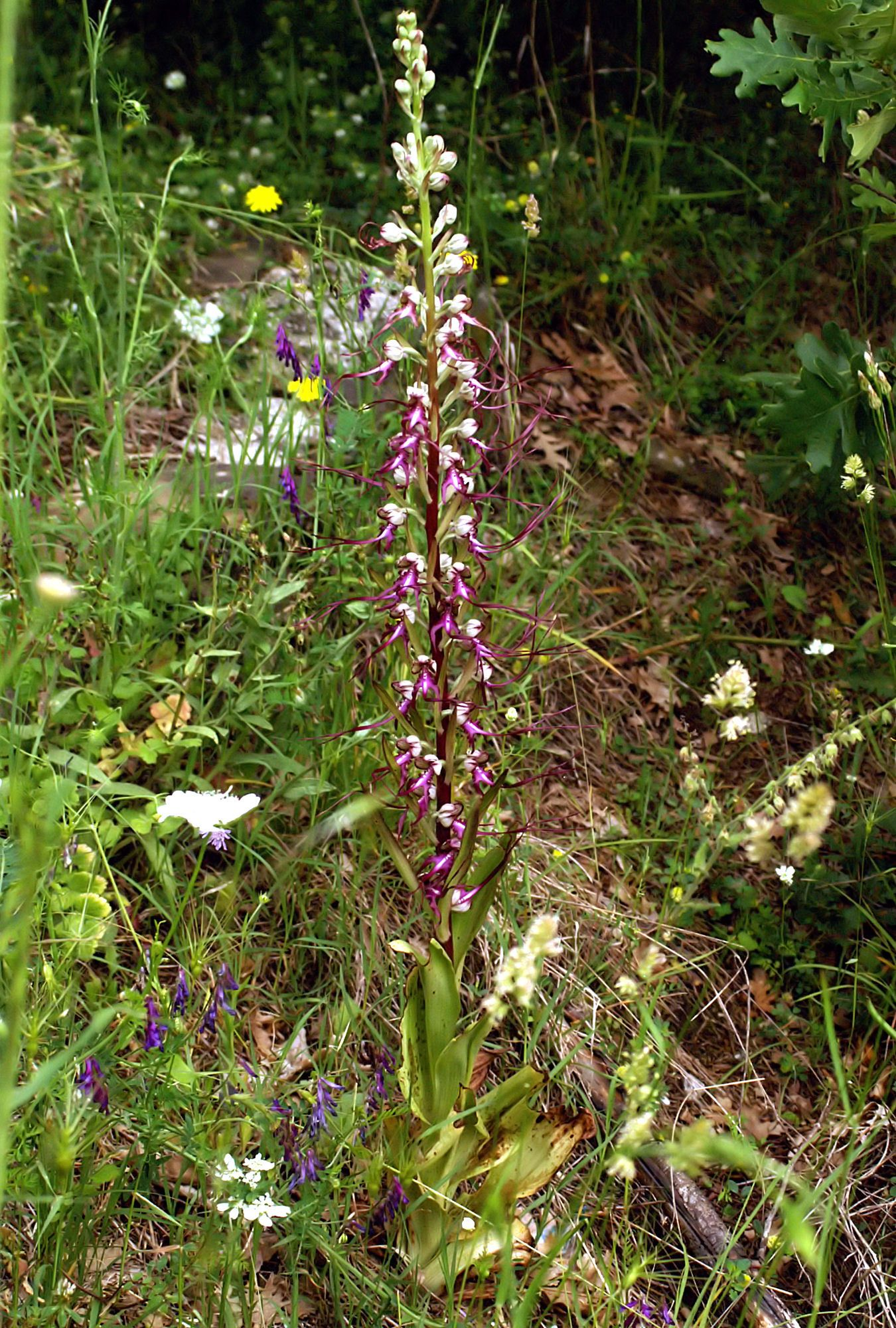
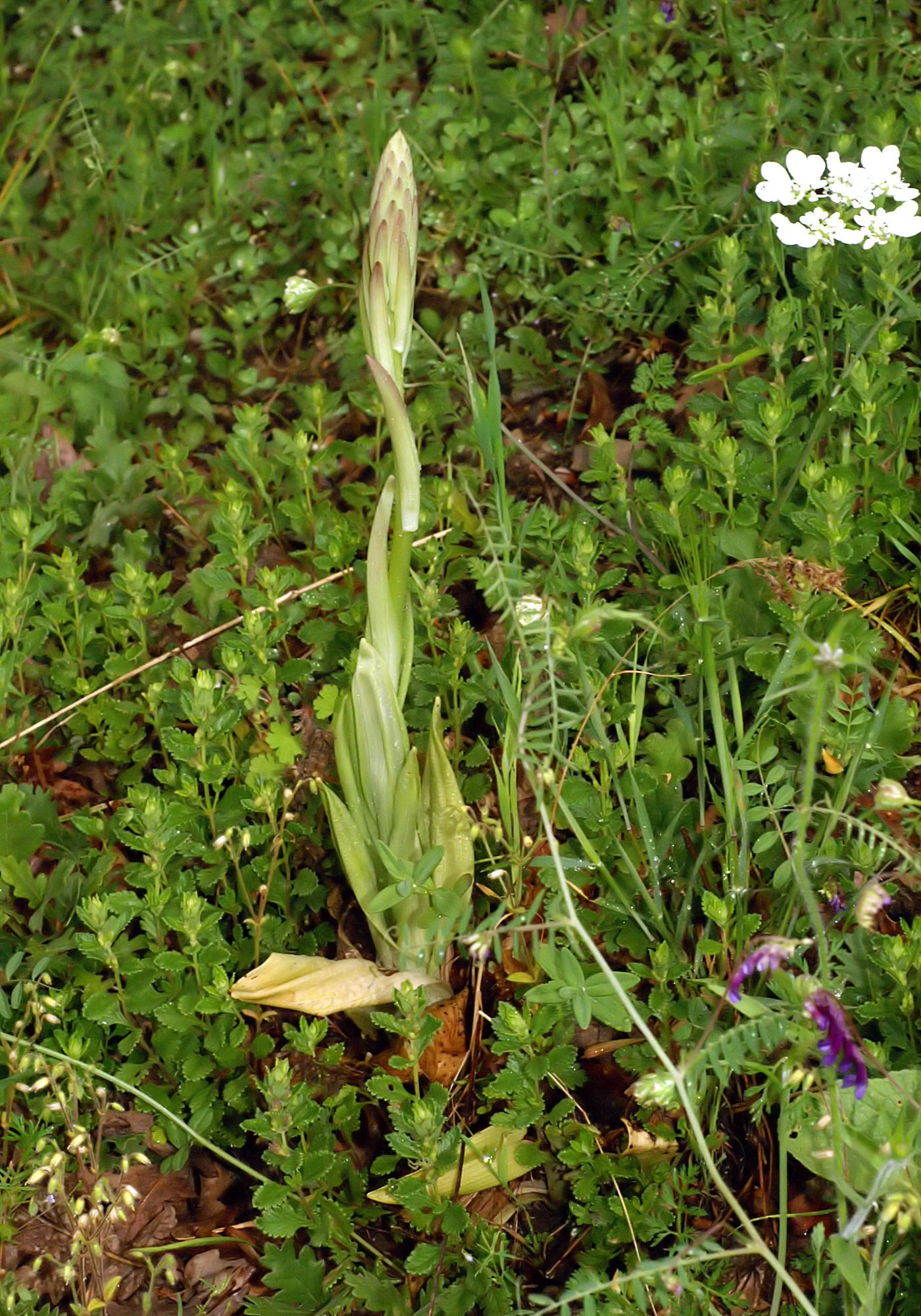
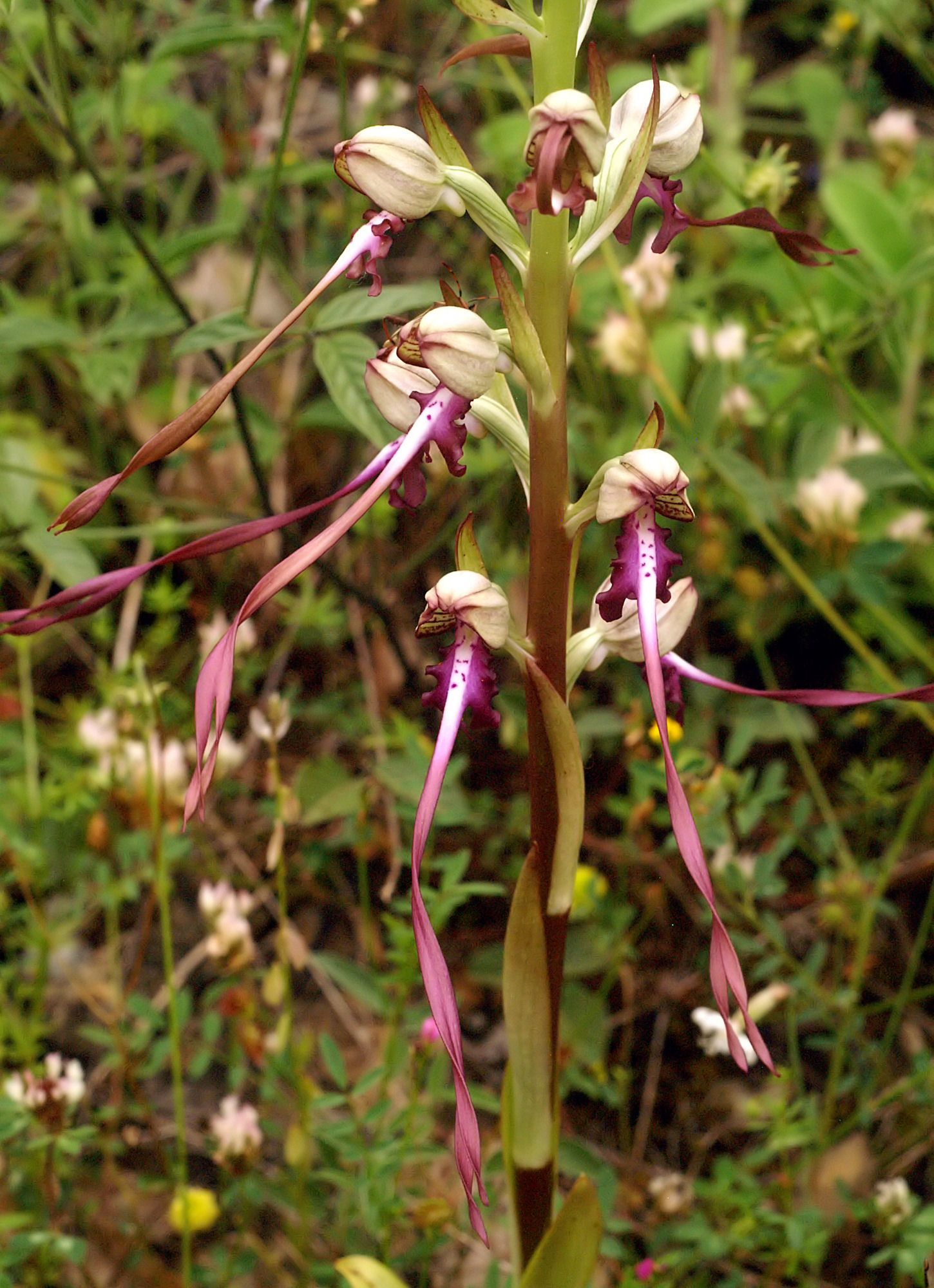
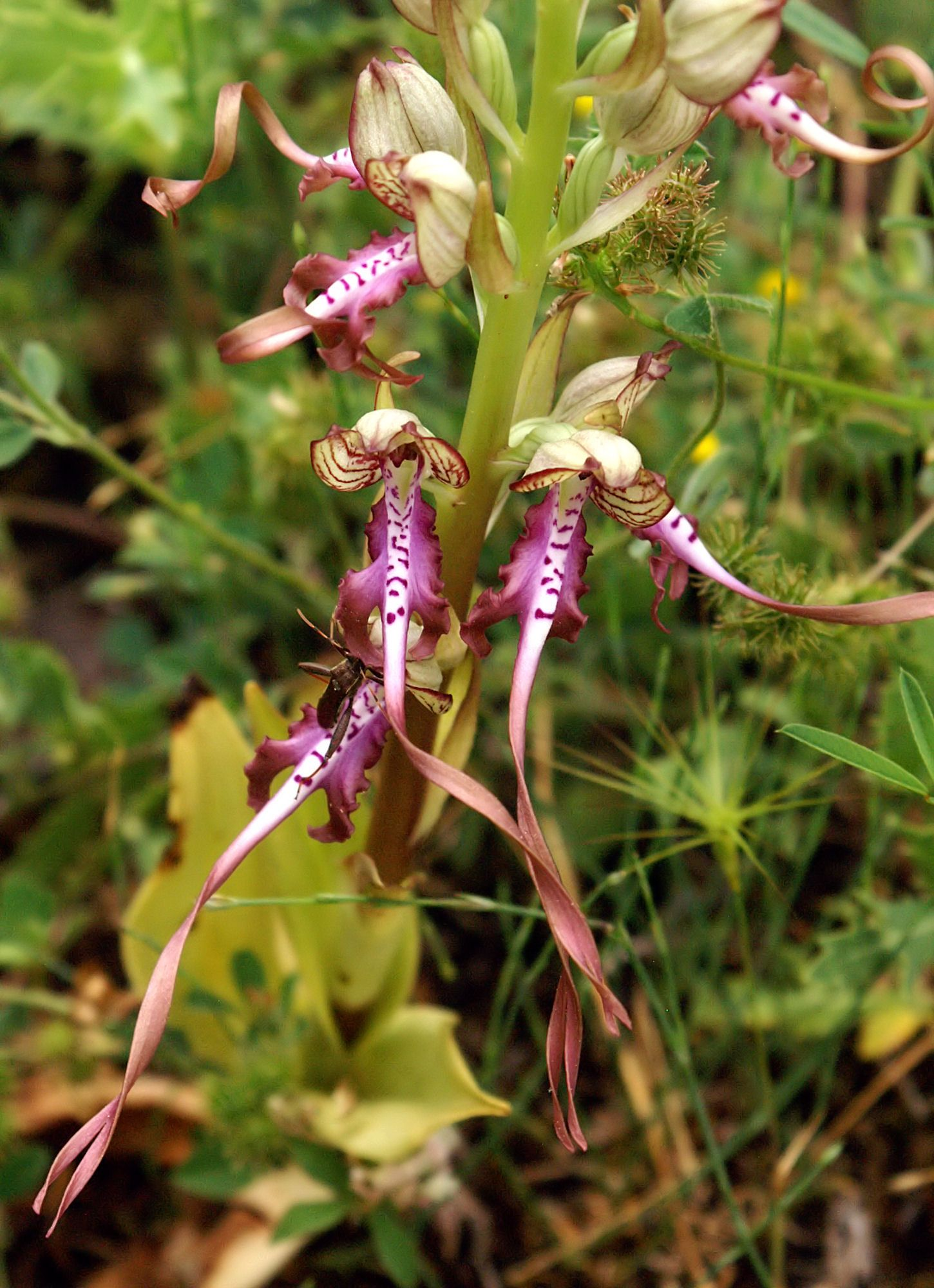
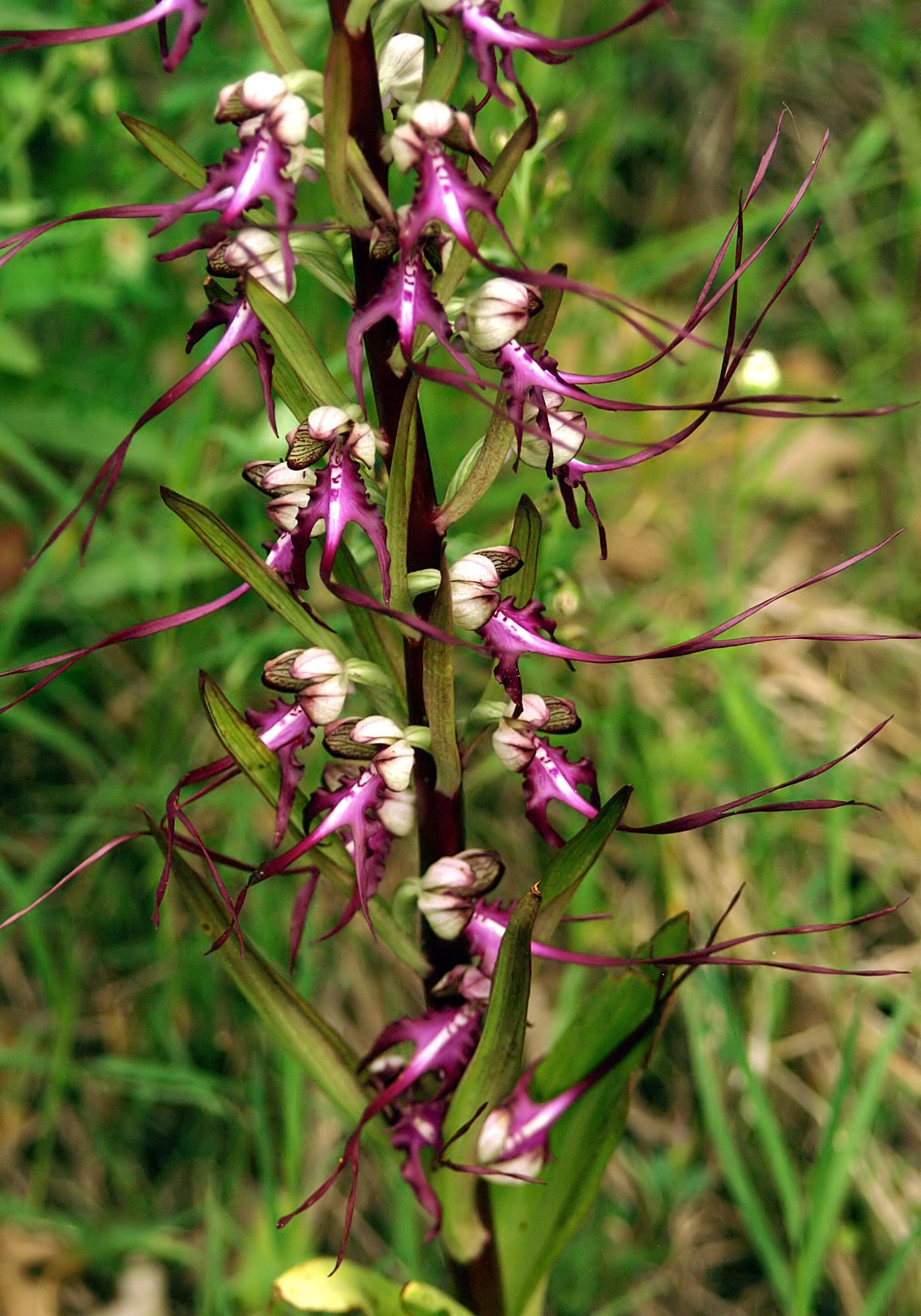
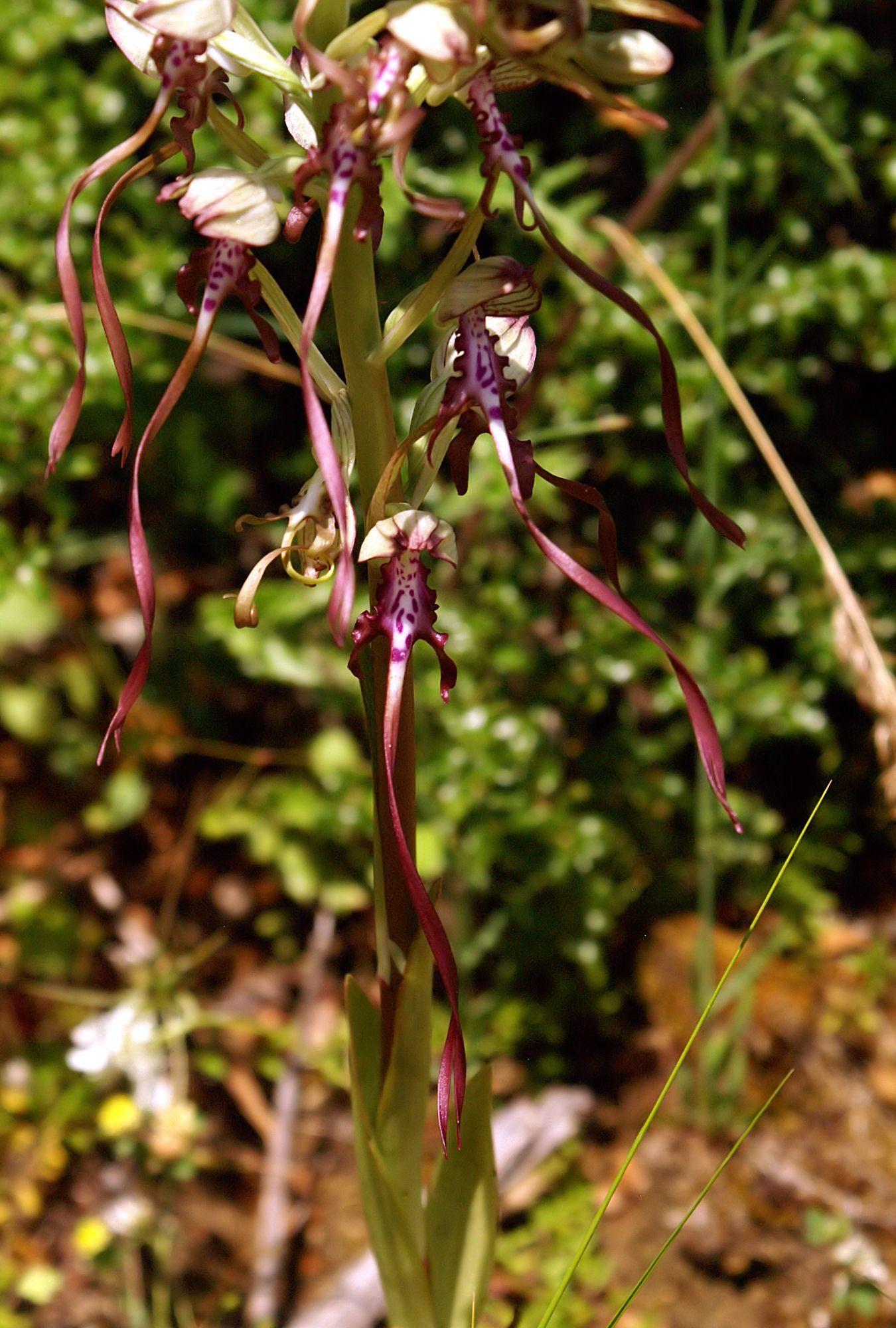